# Corrente del Monsone indiano

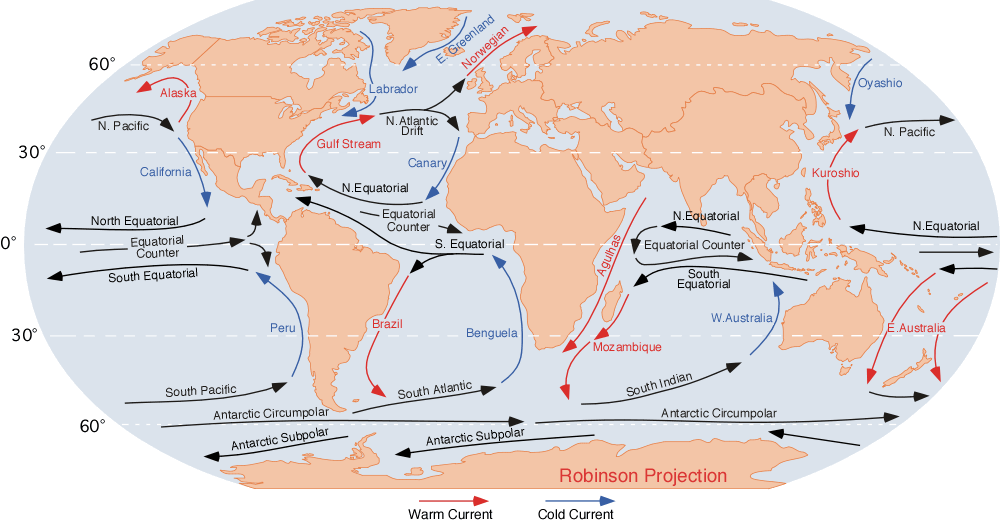
Le principali correnti oceaniche

La corrente del Monsone indiano è una corrente oceanica a regime di variazione stagionale che fluisce nelle regioni tropicali dell'Oceano Indiano settentrionale.

## Caratteristiche
L'esistenza di una corrente oceanica legata al Monsone era nota da almeno un migliaio di anni, ma una conoscenza dettagliata fu raggiunta solo con una spedizione internazionale nell'Oceano Indiano nel corso degli anni 1960. Una serie di estese sperimentazioni condotte sul campo condotte nella metà degli anni 1960, permisero di arrivare a una migliore comprensione delle problematiche collegate alla circolazione oceanica mondiale.
Durante l'inverno, il flusso oceanico che si origina nei pressi dell'Arcipelago Indonesiano, si dirige verso ovest fino a raggiungere il Mar Arabico. Durante l'estate invece il flusso inverte la sua direzione, scorrendo verso est dalla Somalia fino al Golfo del Bengala. Queste inversioni sono collegate alla variazione della pressione del vento associata al Monsone Indiano. Queste correnti oceaniche a inversione stagionale che passano a sud dell'India sono generalmente chiamate Corrente del Monsone invernale e Corrente del Monsone estivo, oppure Corrente del Monsone di nordest e Corrente del Monsone di sudovest.